# 普什卡里 (里普基區)
51°41′45″N 30°56′21″E / 51.69583°N 30.93917°E
普什卡里（烏克蘭語：Пушкарі），是烏克蘭北部的村莊，隸屬切爾尼希夫州的切爾尼希夫區。該村始建於1868年，面積1.16平方公里，海拔高度151米，2001年人口194，人口密度每平方公里167.2人。